# کاترین کلیم
کاترین کلیم (انگلیسی: Katrin Kliehm؛ زادهٔ ۱۷ مهٔ ۱۹۸۱) بازیکن فوتبال اهل آلمان است.
از باشگاه‌هایی که در آن بازی کرده‌است می‌توان به باشگاه فوتبال آینتراخت فرانکفورت (زنان) اشاره کرد.